# Jakob Lang
Jakob Lang – szwajcarski strzelec, mistrz świata.
Podczas swojej kariery Jakob Lang zdobył jeden medal na mistrzostwach świata – było to złoto w pistolecie dowolnym z 50 metrów drużynowo podczas mistrzostw świata w 1902 roku (skład drużyny: Karl Hess, Jakob Lang, Achille Roch, Conrad Karl Röderer, Konrad Stäheli). Jego wynik (392 pkt.) był najsłabszym rezultatem w szwajcarskiej drużynie. 

## Medale mistrzostw świata
Opracowano na podstawie materiałów źródłowych:
| Mistrzostwa | Konkurencja                       | Wynik                             | Miejsce |
| ----------- | --------------------------------- | --------------------------------- | ------- |
| Rzym 1902   | Pistolet dowolny, 50 m, drużynowo | 2187 pkt. (druż.) 392 pkt. (ind.) |         |